# 14-maart-beweging

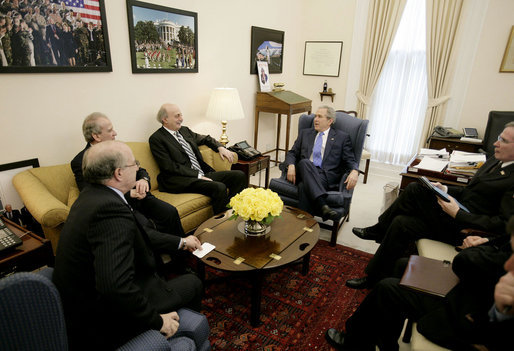
president George W. Bush met leden van de 14-maart-beweging

De 14-maart-beweging is de onofficiële naam van de Libanese stroming die als anti-Syrisch wordt beschouwd. De naam is afgeleid van een grote demonstratie op 14 maart 2005 in het centrum van Beiroet waarin de deelnemers reageerden op een demonstratie een week eerder die werd georganiseerd door de 8-maart-beweging. In deze eerdere demonstratie betuigden deelnemers hun dank aan buurland Syrië dat onder druk van de Verenigde Naties Libanon aan het verlaten was. De demonstratie op 14 maart echter was om aan te tonen dat het merendeel van de Libanezen voorstander is van "een vrij en onafhankelijk Libanon". Naar schatting deden ruim één miljoen mensen mee, wat bijna een kwart van de bevolking is.
De 14-maart-beweging bestaat met name uit soennitische en christelijke partijen aangevuld met de Druzen en anderen die sympathiseren met een Libanon dat vrij is van Syrische invloeden.